# Hans Bourlon
Hans Bourlon (Baardegem, Bélgica, 13 de marzo de 1962) es un creador, productor, guionista y presentador de televisión flamenco.

## Carrera
Es licenciado en filosofía, graduado de la Universidad Católica de Bruselas.
Bourlon comenzó su carrera como productor en la Vlaamse Radio- en Televisieomroep en 1987. Desde 1989 hasta 1996 fue el productor del popular programa Samson en Gert.
En 1996 se convirtió en productor de Studio 100 junto a Gert Verhulst y Danny Verbiest. Actualmente sigue siendo uno de los principales motores de la compañía.

## Filmografía
| Año                                   | Título                                   |
| Creador                               | Creador                                  |
| ------------------------------------- | ---------------------------------------- |
| 2011-2013                             | House of Anubis                          |
| Productor                             |                                          |
| 1989-1996                             | Samson en Gert                           |
| Guionista                             |                                          |
| 1989-1996                             | Samson en Gert                           |
| 1999                                  | De kabouterschat                         |
| 2000                                  | Plop in de wolken                        |
| 2001                                  | Robin Hood: The Musical                  |
| 2002                                  | Doornroosje, de musical                  |
| 2003                                  | Kabouter Plop en de toverstaf            |
| 2004                                  | K3 en het magische medaillon             |
| 2005                                  | Piet Piraat en de betoverde kroon        |
| 2005                                  | Plop en het vioolavontuur                |
| 2006                                  | K3 en het ijsprinsesje                   |
| 2006                                  | Piet Piraat en het vliegende schip       |
| 2006                                  | Mega Mindy                               |
| 2007                                  | K3 en de kattenprins                     |
| 2008                                  | Piet Piraat en de kleine Dino            |
| 2008                                  | Piet Piraat en het zwaard van Zilvertand |
| 2008-2009                             | Piet Piraat                              |
| 2009                                  | Dobus                                    |
| 2009                                  | Samson en Gert Kerstverhalen             |
| 2009                                  | Plop en de kabouterbaby                  |
| 2009                                  | Anubis en de wraak van Arghus            |
| 2010                                  | Mega Toby                                |
| 2010                                  | Special: Plop en de kabouter paashaas    |
| Bandas sonoras/Departamento de música |                                          |
| 2005                                  | Piet Piraat en de betoverde kroon        |
| 2006                                  | Piet Piraat en het vliegende schip       |
| 2008                                  | Amika                                    |
| Presentador como él mismo             |                                          |
| 2007-2011                             | De slimste mens ter wereld               |

## Premios
| Año  | Premio               | Por                   | Resultado |
| ---- | -------------------- | --------------------- | --------- |
| 2005 | Manager van het Jaar | Trabajo en Studio 100 | Nominado  |
| 2007 | Manager van het Jaar | Trabajo en Studio 100 | Nominado  |
| 2008 | Manager van het Jaar | Trabajo en Studio 100 | Ganador   |